# Mondnacht (Eichendorff)
Mondnacht ist ein Gedicht des Dichters Joseph von Eichendorff, das in der deutschen Spätromantik um 1835 entstand und 1837 erstmals veröffentlicht wurde. Es zählt zur Gattung der Naturlyrik.

## Text
Mondnacht
Es war, als hätt’ der Himmel

Die Erde still geküßt,

Daß sie im Blütenschimmer

Von ihm nun träumen müßt’.

Die Luft ging durch die Felder,

Die Ähren wogten sacht,

Es rauschten leis’ die Wälder,

So sternklar war die Nacht.

Und meine Seele spannte

Weit ihre Flügel aus,

Flog durch die stillen Lande,

Als flöge sie nach Haus.

## Form
Das Gedicht besteht aus drei Strophen mit jeweils vier Versen im Kreuzreim, wobei sich indes in der ersten und dritten Zeile kein echter Reim, sondern – wie nicht selten in der Romantik üblich – eine Assonanz findet. Der Text ist im alternierenden Versmaß mit Auftakt, drei jambischen Hebungen und wechselnder Kadenz geschrieben, wobei jeweils der erste und dritte Vers auf eine klingende Kadenz enden, der zweite und vierte auf eine stumpfe. Es handelt sich damit um eine sogenannte Hildebrandsstrophe oder genauer um eine halbe Hildebrandsstrophe.

## Rezeption
Robert Schumann vertonte dieses bedeutende Gedicht des Übergangs von Romantik zu Spätromantik im Jahr 1840 und stellte es in den Mittelpunkt seines Liederkreises op. 39. Eine weitere bekannt gewordene Vertonung schuf 1853 Johannes Brahms. Ende des 19. Jahrhunderts gab es schon über 40 Vertonungen.
Das Gedicht hat besonders lobende Anerkennung gefunden: Thomas Mann nannte es „die Perle der Perlen“, und Theodor W. Adorno empfand, „als wäre es mit dem Bogenstrich gespielt“. Die Lyrikerin Ulla Hahn meinte: „Innere und äußere Landschaft verschmelzen miteinander“. Peter Paul Schwarz sprach von „einer Verwandlung oder Verzauberung der Wirklichkeit“, und Wolfgang Frühwald von der „orphischen Melodie der Nacht“.
Auch heute ist das Gedicht noch populär, vor allem die letzte Strophe wird gerne als Spruch in Todesanzeigen verwendet.

## Entstehungsgeschichte
Das Manuskript zu diesem Gedicht befindet sich nach zahlreichen Umwegen heute in der Staatsbibliothek zu Berlin. Es handelt sich um ein Blatt, auf dem Eichendorff zwischen 1835 und 1840 seine Ideen auch zu den Gedichten „An meinen Bruder“ und „Der Glücksritter“ niedergeschrieben hatte. Eichendorff wohnte damals in Berlin und blickte wohl mit Sehnsucht auf seine oberschlesische Heimat zurück. Ein Mitarbeiter der Bibliothek, Martin Hollender, untersuchte das Blatt und konnte dabei die schriftstellerische Arbeit des Dichters rekonstruieren.